# Aeroportul Palenque
Aeroportul Palenque (IATA: PQM, ICAO: MMPQ) este un aeroport din Palenque⁠(d), Palenque⁠(d), Chiapas, Mexic ce deservește zona Palenque⁠(d). Aeroportul a fost tranzitat în 2023 de 4.028 de pasageri. A fost numit după zona deservită.
Situat la o altitudine de 60 m, aeroportul dispune de 1 pistă.

## Infrastructură

### Piste
Aeroportul dispune de o singură pistă. Pista are orientarea 09/27. 